# Åbo ärkestift

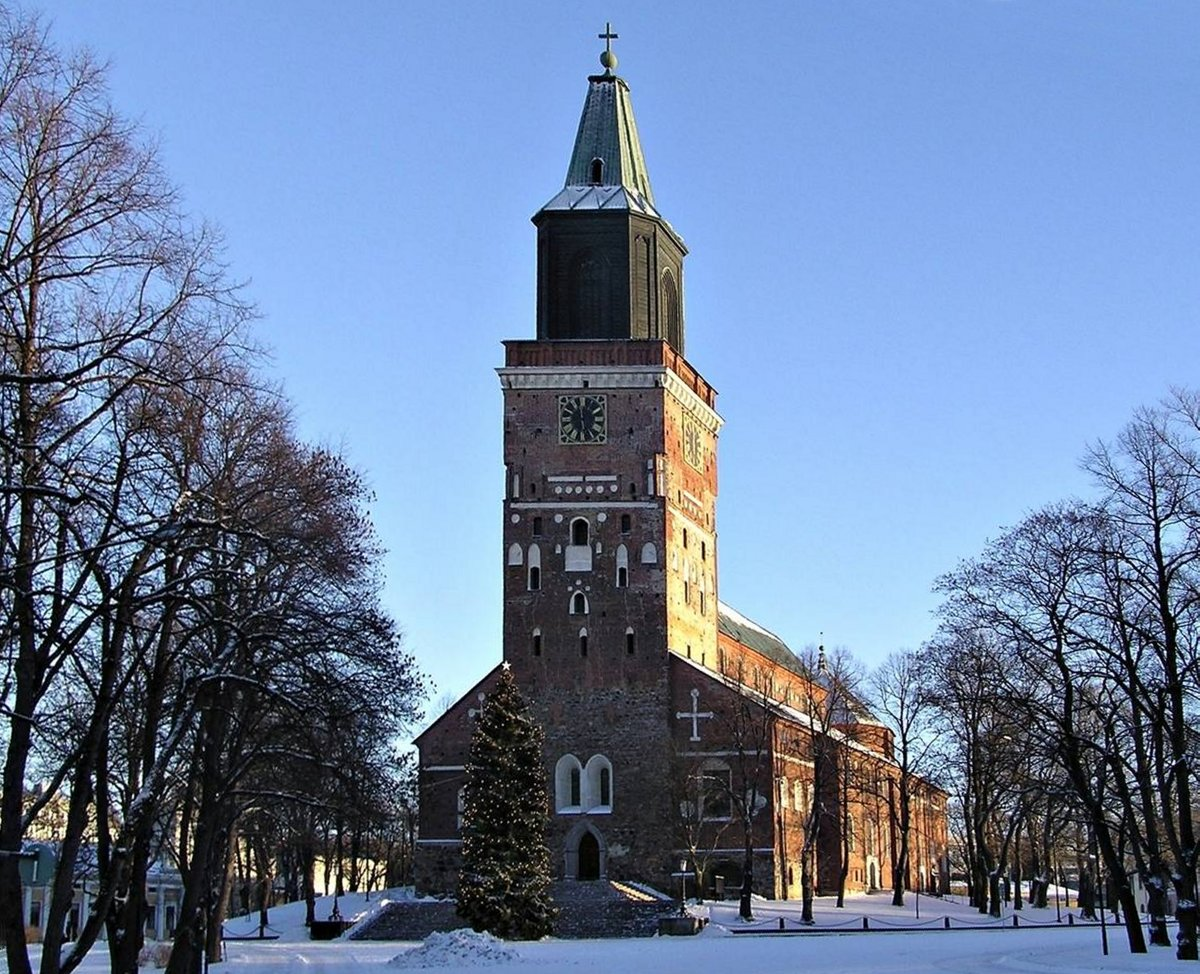
Åbo domkyrka 2004

Åbo ärkestift är ett stift inom Evangelisk-lutherska kyrkan i Finland. I dag omfattar ärkestiftet 95 församlingar, vilket gör ärkestiftet till det största i Finland.

## Historia
I Finland uppstod ett så kallat missionsstift i slutet av 1100-talet. Stiftets biskopssäte låg först i Nousis för att år 1229 flyttas till Korois i Räntämäki och därifrån år 1300 till Åbo.
Domkapitlet i Åbo ärkestift är Finlands äldsta alltjämt verkande ämbetsverk. Stiftelseurkunden är från år 1276.
I slutet av medeltiden omfattade Åbo stift cirka hundra moderförsamlingar och ett femtiotal kapellförsamlingar. Kung Gustav Vasa genomförde den första stiftsdelningen år 1554 då de östra delarna överfördes till Viborgs stift och Mikael Agricola utnämndes till biskop av Åbo. 
Efter det att Sverige förlorat Finland till Ryssland lämnade Åbo stift sin organisatoriska gemenskap med Svenska kyrkan. Den Evangelisk-lutherska kyrkan i Finland konstituerades som ett eget samfund och Åbo stift blev 1817 upphöjt till ärkestift (med ärkebiskop). Sedan år 1998 delar ärkebiskopen arbetsuppgifterna i ärkestiftet med en biskop.
Sedan 2018 är Tapio Luoma ärkebiskop och sedan 2021 är Mari Leppänen biskop i Åbo ärkestift.

## Prosterier i Åbo ärkestift
1. Domprosteriet
2. Nousis prosteri
3. Pemar prosteri
4. Nedre Satakunta prosteri
5. Björneborgs prosteri